# Prodiacodon
Prodiacodon és un gènere de petits mamífers prehistòrics pertanyents a la família Leptictidae i l'ordre Leptictida.